# 玉奧之戰
玉奧戰役發生於1884年11月19日，是中法戰爭期間的一場戰役。這場戰役是為了解救在宣光的法軍，法軍最終以少勝多。這場戰役的法國指揮官雅克·迪舍納上校後來在征服馬達加斯加中發揮重大作用。自己稱為馬達加斯加的征服者。

## 註腳
1. ↑  Huguet, 23–43 and 49–54; Lecomte, 141–7; Nicolas, 385–6; Thomazi, Conquête, 237–9; Histoire militaire, 101–2